# Coroniniho klub
Coroniniho klub (německy Coronini-Club, oficiálně Klub liberálního středu, německy Club des liberalen Centrums), byl poslanecký klub na předlitavské Říšské radě založený roku 1882 Franzem Coronini-Cronbergem, který sledoval centristickou politiku a ad hoc spolupracoval jak s opozičním ústavověrným táborem, tak s vládou Eduarda Taaffeho.

## Historie
Franz Coronini-Cronberg patřil v 70. letech 19. století mezi významné politiky německoliberální strany (tzv. Ústavní strana). V roce 1878 se s ní ovšem názorově rozešel v otázce okupace Bosny a Hercegoviny, kterou na rozdíl od německých liberálů jednoznačně podpořil, stejně jako politiku ministra zahraničních věcí Gyuly Andrássyho. Po volbách do Říšské rady roku 1879 je sice ještě Coronini zpočátku řazen mezi ústavověrné poslance a byl dokonce zvolen předsedou Poslanecké sněmovny Říšské rady, ale v březnu 1881 pro názorové rozpory s ústavověrnými složil poslanecký mandát a ztratil tudíž předsednický post. Následně v doplňovací volbě byl ihned opět zvolen za poslance. Nyní již postupoval jako zcela samostatný aktér parlamentní politiky. Koncem roku 1881 se nepřipojil k nově založenému opozičnímu poslaneckému Klubu sjednocené levice, do kterého se sloučilo více ústavověrných politických proudů.
V prosinci 1882 pak oficiálně vznikl Coroniniho klub (Klub liberálního středu). Vstoupili do něj i někteří dosud nezařazení poslanci. Oficiálního ustavení klubu v prosinci 1882 bylo přítomno 13 poslanců, další 2 se přihlásili na dálku a 1 nově zvolený poslanec ohlásil, že do klubu vstoupí. Celkem se uvádělo, že ke klubu se může přidat cca 20 poslanců.
V parlamentní praxi se klub profiloval jako vstřícnější ke konzervativní a federalistické vládní většině kabinetu Eduarda Taaffeho.
Uspěl i ve volbách do Říšské rady roku 1885, kdy se k němu podle povolebních údajů hlásilo 23 poslanců. Po volbách do Říšské rady roku 1891 měl klub 13 členů. V prosinci 1893 se uvádí, že klub má 10 členů.
Na rozdíl od Klubu sjednocené levice, který byl takřka výlučně tvořen německorakouskými poslanci, byl Coroniniho klub etnicky i územně daleko pestřejší. Zasedaly zde osobnosti italského původu z jižních korunních zemí, německorakouští i rusínští poslanci, židovský poslanec z Haliče nebo někteří moravští šlechtici.

## Členové poslaneckého klubu

### Coroniniho klub v prosinci 1882
- K 10. prosinci 1882 celkem 16:[5] Bertolini di Monteplaneta Carlo, Burgstaller-Bidischini Giuseppe, Ciani Giovanni, Coronini-Cronberg Franz, Dubsky Adolf, Franceschi Giovanni Battista, Kovalskyj Vasyl, Kułaczkowski Dionizy, Lazzarini Giacomo, Lorenzoni Pietro, Pajer de Monriva Luigi, Schwegel Josef, Stockau Georg von, Vidulich Francesco, Vitezić Dinko, Wittmann Paul

### Coroniniho klub po volbách 1885
- K červnu 1885 celkem 23:[6] Berchtold Zikmund, Bertolini di Monteplaneta Carlo, Burgstaller-Bidischini Giuseppe, Ciani Giovanni, Ciurletti Simone, Coronini-Cronberg Franz, Dubsky Adolf, Eltz Alfred, Franceschi Giovanni Battista, Kallir Nathan, Kovalskyj Vasyl, Lorenzoni Pietro, Ludwigstorff Anton, Luzzatto Raffaele, Malfatti Valeriano, Millevoi Pietro, Pino-Friedenthal Felix, Schwegel Josef, Sochor von Friedrichsthal Eduard, Vetter von Lilie Felix, Vidulich Francesco, Vucetich Giovanni de Bielitz, Žerotín Karel Emanuel